# Yohio
Yohio, artiestennaam van Kevin Johio Lucas Rehn Eire, (Sundsvall, 12 juli 1995) is een Zweeds singer-songwriter. Yohio is vaak te zien in een vrouwelijke look. Hij is een zoon van de Zweedse muzikant Tommy Rehn. Yohio deed mee aan het Melodifestivalen in 2013 met het nummer "Heartbreak Hotel". Hij eindigde hij op de 2e plaats, met 103 punten van het publiek en 30 van de jury's. In 2014 deed hij ook mee, toen haalde hij weer de finale en werd hij 6e.

## Carrière
Yohio begon met piano spelen op 6-jarige leeftijd en stapte vervolgens over naar gitaar toen hij 11 jaar oud was. Op 14-jarige leeftijd (2010) begon hij als gitarist in de band Seremedy, hij deed dit tot 2013. In 2011 gaf hij een aantal concerten in Japan. Yohio heeft samengewerkt met de Japanse artiest Gackt.

## Artiestennaam
De artiestennaam Yohio komt van zijn tweede naam, Johio, hij is vernoemd naar een persoon uit de opera-groep Tranfjädrarna. In de opera wordt de naam gespeld met een "Y", en daarom koos hij ervoor om zijn artiesten naam met een "Y" te schrijven.

## Discografie

### Albums
- 2020 - A Pretty Picture in a Most Disturbing Way
- 2014 - Together We Stand Alone
- 2013 – Break the Border

### Extended play
- 2012 – Reach the Sky

### Singles
- 2019 - Silent Rebellion
- 2019 - Nocturnal Serenade
- 2018 - Merry go round
- 2018 - Tick Tack (Genius)
- 2014 - To the End
- 2013 - Heartbreak Hotel
- 2013 - Himlen är oskyldigt blå
- 2013 - You're The One
- 2013 - Welcome to the City
- 2012 - Sky Limit
- 2012 - Our Story

- International Standard Name Identifier: 0000 0003 7260 5909
- MusicBrainz: a94ddea5-ef4a-4c26-bc57-b5b21cd78166
- LIBRIS: 368583
- Virtual International Authority File: 305840990